# Weihnachtslichter
Weihnachtslichter ist das zweite Weihnachtsalbum der deutschen Pop-Rock-Band Unheilig.

## Entstehung und Veröffentlichung
Die Erstveröffentlichung von Weihnachtslichter erfolgte als Teil der Deluxeversion beziehungsweise des Boxsets zu Lichterland am 12. November 2021 bei Vertigo Records. Diese erschienen in digitaler sowie physischer Form und wurde durch Universal Music Publishing vertrieben. Einen ersten Hinweis auf die Veröffentlichung erfolgte am 27. September 2021, als man über die sozialen Netzwerke einen Teaser mit der Nachricht: „Diesen Freitag“ absetzte. Am Freitag, dem 1. Oktober 2021 bestätigte man schließlich die Veröffentlichung von Lichterland sowie die verschiedenen Konfigurationen dazu. Ab diesem Tag war das Album auch vorbestellbar.
Am 10. November 2023 erschien Weihnachtslichter erstmals als separate Veröffentlichung. Diese erfolgte jedoch nur in physischer Form als Doppel-LP, in digitaler Form wurde es nach wie vor als Teil von Lichterland angeboten. Die separate Veröffentlichung erfolgte ebenfalls bei Vertigo Records und dem Vertrieb durch Universal.

## Artwork
Auf dem Frontcover des Weihnachtsalbums ist – neben Künstlernamen und Albumtitel – ein Leuchtturm, zur Winterzeit, zu sehen. Im Hintergrund ist eine leuchtende Stadt zu erkennen. Der Leuchtturm strahlt; im Strahl selbst steht eine Person, die eine Flagge schwenkt. Das Frontcover beinhaltet einen eisblauen Rahmen, in dessen das Bild mit dem Leuchtturm eingebettet ist. Die Fahne schwenkende Person befand sich bereits schon auf dem Frontcover zum Album Große Freiheit (2010). Es handelt sich hierbei um das gleiche Coverbild wie zu Lichterland (2021), nur das der Leuchtturm hierbei in einer Winterlandschaft dargestellt wird und die farbgestaltung dementsprechend kühler gewählt wurde, im Gegensatz zu dem rötlichen Original.

## Inhalt
Bei Weihnachtslichter handelt es sich um ein Weihnachtsalbum, das überwiegend aus zuvor unveröffentlichten Stücken besteht. Alle Titel wurden vom Graf selbst geschrieben, überwiegend in Zusammenarbeit mit Markus Tombült und Henning Verlage. Die Lieder Es kommt ein Schiff, geladen, Leise rieselt der Schnee, Macht hoch die Tür und Weihnachtssaat greifen auf sogenannte Traditionals zurück.
Ebenfalls erschienen vier Titel bereits vorab auf vergangenen Alben von Unheilig. Die Lieder Der erste Schnee und Sterne hoch stammen aus dem Best-of-Album Rares Gold – Best of Vol. 2, der erweiterten Version zu Pures Gold – Best of Vol. 2. Sterne hoch wurde allerdings im Original zusammen mit dem deutschen Crossover-Künstler The Dark Tenor aufgenommen und erschien auf Lichtermeer erstmals in einer Soloversion. Winter – auch bekannt als Winterland – erschien erstmals am 19. November 2010 gleichzeitig als Single sowie als Teil der „Winter Edition“ von Große Freiheit. Die Single erreichte seinerzeit Top-10-Platzierungen in Deutschland und Österreich sowie die Top 100 der Schweizer Hitparade. Für 150.000 verkaufte Einheiten erhielt Winter eine Goldene Schallplatte in Deutschland. Das Stück Leise rieselt der Schnee nahm Unheilig bereits für ihr einziges eigenständiges Weihnachtsalbum Frohes Fest aus dem Jahr 2002 auf. Für Weihnachtslichter wurde das Lied jedoch neu eingesungen.
| #  | Titel                        | Autor(en)                                                   | Produzent(en)                   | Länge |
| -- | ---------------------------- | ----------------------------------------------------------- | ------------------------------- | ----- |
| 1  | Die erste Kerze              | Der Graf, Markus Tombült, Henning Verlage                   | Markus Tombült, Henning Verlage | 2:35  |
| 2  | Macht hoch die Tür           | Der Graf, Markus Tombült, Henning Verlage / Traditional     | Markus Tombült, Henning Verlage | 3:38  |
| 3  | Stille Winternacht           | Der Graf, Oliver Reimann, Markus Tombült, Henning Verlage   | Markus Tombült, Henning Verlage | 4:06  |
| 4  | Der erste Schnee             | Der Graf, Roland Spremberg, Markus Tombült, Henning Verlage | Roland Spremberg                | 3:57  |
| 5  | Die zweite Kerze             | Der Graf, Markus Tombült, Henning Verlage                   | Markus Tombült, Henning Verlage | 1:54  |
| 6  | Engel der Verkündung         | Der Graf, Markus Tombült, Henning Verlage                   | Markus Tombült, Henning Verlage | 3:24  |
| 7  | Leise rieselt der Schnee     | Der Graf, Markus Tombült, Henning Verlage / Traditional     | Markus Tombült, Henning Verlage | 3:58  |
| 8  | Weihnachtszeit               | Der Graf, Markus Tombült, Henning Verlage                   | Markus Tombült, Henning Verlage | 4:24  |
| 9  | Sterne hoch                  | Der Graf, Markus Tombült, Henning Verlage                   | Markus Tombült, Henning Verlage | 4:29  |
| 10 | Die dritte Kerze             | Der Graf, Markus Tombült, Henning Verlage                   | Markus Tombült, Henning Verlage | 2:09  |
| 11 | Weihnachtssaat               | Der Graf, Markus Tombült, Henning Verlage / Traditional     | Markus Tombült, Henning Verlage | 4:26  |
| 12 | Es kommt ein Schiff, geladen | Der Graf, Markus Tombült, Henning Verlage / Traditional     | Markus Tombült, Henning Verlage | 4:53  |
| 13 | Winter                       | Der Graf                                                    | Kiko Masbaum                    | 3:55  |
| 14 | Die vierte Kerze             | Der Graf, Markus Tombült, Henning Verlage                   | Markus Tombült, Henning Verlage | 2:35  |

## Singleauskopplungen
Als einzige Singleauskopplung wurde am 5. November 2021 das Lied Stille Winternacht veröffentlicht. Diese erschien als digitaler Einzeltrack zum Download und Streaming. Als Frontcover hat man das gleiche Bild, wie des Albums gewählt, lediglich der Titel wurde abgeändert. Inhaltlich gehe es in dem Lied, laut einer Pressemitteilung zufolge, um die Ruhe und die Besinnung, die die menschliche Seele angesichts von Schnee, Kälte und Dunkelheit auf dem Weg zum Ziel finde. Ein offizielles Musikvideo wurde nicht gedreht, jedoch veröffentlichte man ein Lyrikvideo am Tag der Singleveröffentlichung. Dieses zeigt, wie typischerweise für Lyrikvideos, immer die aktuellen Textzeilen. Begleitet wird das Ganze von einigen Grafiken des Grafen, der in einer Winternacht unterwegs ist und unter anderem vor dem Leuchtturm, der auf dem Frontcover des Albums zu sehen ist, Halt macht. In einer kurzen Szene ist auch ein großes Schiff zu sehen, dieses stammt vom Frontcover des Albums Große Freiheit aus dem Jahr 2010. Regie führte der deutsche Filmemacher Max Penzel. Die Single verfehlte den Einstieg in die offiziellen Singlecharts, konnte sich jedoch auf Rang 68 der deutschen Downloadcharts platzieren.
Am 19. November 2021 erschien mit der Videosingle Engel der Verkündung die Videofortsetzung zu Lichtermeer aus der Kompilation Lichterland. Das Video beginnt mit Albert Sommer aus Glücksstadt, der inzwischen ein erwachsener Notarzt ist. Er erhält einen Brief mit einem alten Bild von sich und Emil, mit einer Handynummer darunter. Bevor er Anrufen kann, kommt ein Einsatz dazwischen. Während des Einsatzes muss er erneut auf das Bild schauen. Als der Patient später auf dem Zimmer liegt, bleibt Albert bei diesem, probiert jedoch die Handynummer anzuwählen. Plötzlich klingelt das Handy des Patienten, der daraufhin erwacht und beide realisieren, dass sie sich wiedergefunden haben. Fortan wechselt die Szene und man sieht die beiden, mit ihren Familien, an einem Weihnachtsabend in Emils Haus. Es zeigt sie unter anderem beim Abendessen, der Bescherung und einer Schneeballschlacht. Während der Bescherung bekommt Albert von Emil die alte Steinschleuder geschenkt, worauf sie ihren alten Willkommensgruß vorführen. Das Video endet bei der Schneeballschlacht, in dem Emil ein aktuelles Bild macht, es Albert zeigt und dieser das alte Jugendfoto daneben hält.

## Mitwirkende
Albumproduktion
- Der Graf: Gesang (Lieder: 1–14), Komponist (Lieder: 1–14), Liedtexter (Lieder: 1–2, 5–14)
- Kiko Masbaum: Musikproduzent (Lied 13)
- Oliver Reimann: Liedtexter (Lied 3)
- Roland Spremberg: Komponist (Lied 4), Liedtexter (Lied 4), Musikproduzent (Lied 4)
- Markus Tombült: Komponist (Lieder: 1–3, 5–12, 14), Liedtexter (Lieder: 1–2, 4–12, 14), Musikproduzent (Lieder: 1–3, 5–12, 14)
- Henning Verlage: Komponist (Lieder: 1–3, 5–12, 14), Liedtexter (Lieder: 1–2, 4–12, 14), Musikproduzent (Lieder: 1–3, 5–12, 14)

Unternehmen
- Fansation Musikverlag: Verlag (Lieder: 3, 13)
- HVMP Musikverlag: Verlag (Lieder: 1–12, 14)
- Könige & Grafen: Verlag (Lieder: 1–12, 14)
- Universal Music Publishing: Verlag (Lied 13), Vertrieb (Lieder: 1–14)
- Vertigo Records: Musiklabel (Lieder: Lieder: 1–14)

## Rezeption

### Rezensionen
Andi vom Online-Magazin musicheadquarter.de bewertete das Boxset zu Lichterland mit acht von neun Punkten. Das Weihnachtsalbum sei „definitiv“ ein „Knaller“ für Freunde „ungewöhnlicher Musik“. „Klassiker“ wie Macht hoch die Tür und Es kommt ein Schiff, geladen seien „kaum“ wiederzuerkennen. Allein Leise rieselt der Schnee würde seine „adventliche Melancholie“ behalten. Die restlichen Stücke seien selbst geschrieben und würden vor allem „beschwingte Festtagsstimmung“ verbreiten. Dunkel würde es nur im „düster-erzählenden“ Sprechgesang von Die zweite Kerze, Die dritte Kerze und Die vierte Kerze. Weihnachtslichter verfüge über ein „schönes“ Konzept. Wer bereits alles von Unheilig habe, bekäme mit dieser Kompilation den neuen Titel Lichtermeer und ein „durchaus gelungenes“ Weihnachtsalbum, das den Geist von Unheilig verbreite und fast ausschließlich neue Stücke biete.
Michelle-Marie Aumann vom deutschsprachigen Online-Magazin laut.de vergab lediglich einen von fünf Sternen und stellte sich unter anderem die Frage, ob der „offizielle“ Austritt des Grafen im Jahr 2016 nicht gereicht hätte. Schon 2002 habe Unheilig mit Frohes Fest eine „Weihnachtsscheibe“ veröffentlicht. Damals interpretierte man „Weihnachtsklassiker“ neu und habe ihnen einen düsteren Sound aufgedrückt: „Immer noch besser, als die Weihnachtslieder, die sie hier nun auf der zweiten Scheibe versammeln.“ Wie bereits auf Frohes Fest fungiere die Adventszeit als Rahmen mittels düster gehaltenen Zwischenteilen (Die erste Kerze, Die zweite Kerze usw.). Und wenn der Graf den „dramatisch pathetischen“ Larry raushänge, kämen „schlagerhafte Eigenkreationen“ wie Engel der Verkündung heraus: „Feinste Florian-Silbereisen-Emotionen treffen auf Möchtegern-Drama.“ Ganz zu Schweigen von Macht hoch die Tür im „Rock-Pop-EDM-Gemisch“. Da würde es nicht wundern, wenn der YouTube-Kanal von Bibel TV bald die Rechte anfrage. Man wollte ja schließlich auch das junge Publikum „catchen“.
Eric Meyer von Plattentests.de bewertete das Boxset zu Lichterland mit nur einem von zehn Punkten. Mit dem „Graf-Erlebnis“ sei wenigstens einer da, der noch kleine, möchtergern-schauderige Anekdoten zur kalten Jahreszeit zum Besten gebe, wenn es draußen schon keinen Schnee mehr gibt. Noch mehr zusammengepappte Klavier- und Synthtöne, noch mehr Fliesentisch-Romantik für graue Tage. Advent, Advent… und wenn der Graf im bereits erwähnten Lichtermeer den Vers: „Bin glücklich / Doch hab Angst“ zum Besten gebe, werde klar, warum Unheilig trotz unterirdischer Musik dermaßen erfolgreich sein konnten: „Ein Volk hat seinen Soundtrack gefunden. Dieses Land hat sich den Grafen einfach verdient“.

### Charts und Chartplatzierungen
Vor der separaten Veröffentlichung wurden die Verkäufe des Weihnachtsalbums denen von Lichterland hinzuaddiert. Weihnachtslichter stieg erstmals am 17. November 2023 separat auf Rang 23 der deutschen Albumcharts ein. Für Unheilig avancierte es zum 16. Chartalbum in Deutschland. In den Midweekcharts der gleichen Chartwoche belegte das Album noch Rang 15. Darüber hinaus belegte das Album in der Chartwoche vom 17. November 2023 Rang zwölf der deutschsprachigen Albumcharts sowie ebenfalls Rang zwölf der Vinylcharts im November 2023.